# Příběh z Rozeklaných hor
Příběh z Rozeklaných hor (v anglickém originále "A Tale of the Ragged Mountains") je krátká dobrodružná sci-fi povídka amerického spisovatele a literárního teoretika Edgara Allana Poea z roku 1844.
Děj povídky je zasazen do blízkosti města Charlottesville ve Virginii (je to jediný Poeův příběh odehrávající se ve Virginii). Čtenář se v ní setká s těmito tématy:
- biomagnetismus (= mesmerismus)
- britská koloniální historie v „orientálně vypadajícím městě“
- psychoaktivní droga morfin, kterou denně užívá hlavní postava Bedloe
- reinkarnace duše protagonisty Bedloa do onoho orientálního města
- dynamika vztahu doktor-pacient (dr. Templeton - Bedloe)

## Příběh
Vypravěč příběhu se seznámí poblíž města Charlottesville ve Virginii s mladým mužem jménem Augustus Bedloe. Na Augustovi, ačkoli se zdá být mladým, je něco tajuplného a hluboce melancholického. Jakoby se z něj šířila neutuchající chmura. On sám si je tohoto svého dojmu na okolí vědom a snaží se jej omlouvat. Trpí neuralgickými záchvaty a již mnoho let jej ošetřuje doktor Templeton, jenž je velkým zastáncem mesmerismu. Uplatněním magnetické léčby se mu podařilo zmírnit bolesti pana Bedloe a ten svolil k další léčbě.
Bedloe má velmi citlivou a vznětlivou povahu, bohatou plodnou fantazii, kterou navíc podněcuje značnými dávkami morfia. Jednoho dne se vypraví na procházku do nedalekých hor a vrátí se pozdě večer, kdy už o něj přátelé mají obavy. Bedloe jim vypráví neobyčejné dobrodružství, které na výletě zažil.
Prochází hornatou oblastí a dostane se do zajímavé rokle. Domnívá se, že na toto místo ještě nikdy nevstoupil člověk. Začne se snášet mlha a morfium mu jitří smysly. Postupuje dál a najednou uslyší zvuk bubnu. Není si jist, zda dobře slyší, vzápětí se kolem něj prožene polonahý snědý muž pronásledovaný hyenou. Je přesvědčen, že se mu to zdá. Když vítr rozfouká mlhu, zhlíží z úpatí hory na rozsáhlou planinu, kterou protéká řeka. Na jejím břehu se rozkládá orientální město s křivolakými uličkami, bazary a minarety. Život ve městě jen kypí, slyší hluk davu, vřeštění opic a bučení dobytku. Sejde dolů do města.
Zničehonic se ocitne v bojové vřavě a přidá se ke slabší straně, ozbrojí se zbraní padlého důstojníka a bojuje, aniž pořádně tuší s kým. Jeho spojenci jsou oděni v britských stejnokrojích a většina mužů má na sobě indickou uniformu. Rozzuřený dav obléhá nádherný palác, Bedloe se ujímá iniciativy a s několika obránci podniká výpad, boj se přesune do úzké uličky, kde je zasažen otráveným šípem.
Bedloe prožívá oddělení duše od těla, jež odplouvá lehounce zpátky k místu v rokli, kudy se sem dostal. Tam protagonista zvláštní události opět nabude vědomí a je schopen se vrátit z hor domů.
Dr. Templeton má pro tuto neobyčejnou příhodu vysvětlení. Ukáže svému pacientovi Augustu Bedloevi obrázek, který ho velmi rozruší. Je na něm doktorův přítel pan Oldeb, s nímž se Templeton seznámil v Kalkatě. Je velmi podobný panu Bedloeovi a popis města přesně sedí na indické Banáras na řece Ganze. Vše, co Augustus popsal, se odehrálo během povstání Čejeta Singa v roce 1780. Oldeb padl v postranní uličce zasažen šípem.
Týden po této události se objeví v charlottesvillských novinách krátký článek sdělující, že pan Augustus Bedlo (bez "e" na konci) zemřel při pouštění žilou – do nádoby se dostala jedovatá pijavice. Ta tvarem připomínala hrot otráveného šípu a byla Augustovi přiložena na pravý spánek – do stejného místa byl zasažen Oldeb.
Velmi podivná zpráva, pomyslí si vypravěč. Tisková chyba? Vždyť Bedlo – čteno pozpátku – je přece Oldeb.

## Kritické odezvy
Někteří kritikové, např. E. F. Bleiler a Doris V. Falk kritizují povídku pro její nedostatečnou srozumitelnost a absenci literární sofistikovanosti. Argumentují, že její nejednoznačnost spíše škodí než napomáhá její literární kvalitě zejména ve světle autorových dobře zpracovaných děl, která jsou mu příznačná. Ostatní kritika spatřuje v zaměření se na mesmerismus (= biomagnetismus) slabinu povídky. Tvrdí, že příliš posouvá text do vědecké roviny a odvádí pozornost od příběhu.

## Česká a slovenská vydání
Česky či slovensky vyšla povídka v následujících sbírkách nebo antologiích:
Pod názvem Příběh z Rozeklaných hor:
- Jáma a kyvadlo a jiné povídky (Odeon 1975, 1978, 1987, 1988 a Levné knihy KMa 2002 [3])
- Předčasný pohřeb: Horrory a jiné děsivé příběhy (Hynek s.r.o., 1999)
- Zrádné srdce: Výbor z díla (Naše vojsko, 1959)

Pod názvem Príbeh zo Skalnatých hôr:
- (slovensky) Zlatý skarabeus (Tatran, 1967, 295 stran)